# Cardano
Cardano je veřejná blockchainová platforma. Funguje na principu open-source, neboli má otevřený zdrojový kód, a je decentralizovaná, přičemž konsensu se dosahuje pomocí proof of stake. Dokáže umožnit transakce peer-to-peer se svou interní kryptoměnou ADA.
Cardano založil v roce 2015 spoluzakladatel platformy Ethereum Charles Hoskinson. Na vývoj projektu dohlíží a řídí jej nadace Cardano Foundation se sídlem ve švýcarském Zugu. Jedná se o největší kryptoměnu, která využívá blockchain proof-of-stake, který je považován za ekologičtější alternativu k protokolům proof-of-work.

## Pozadí

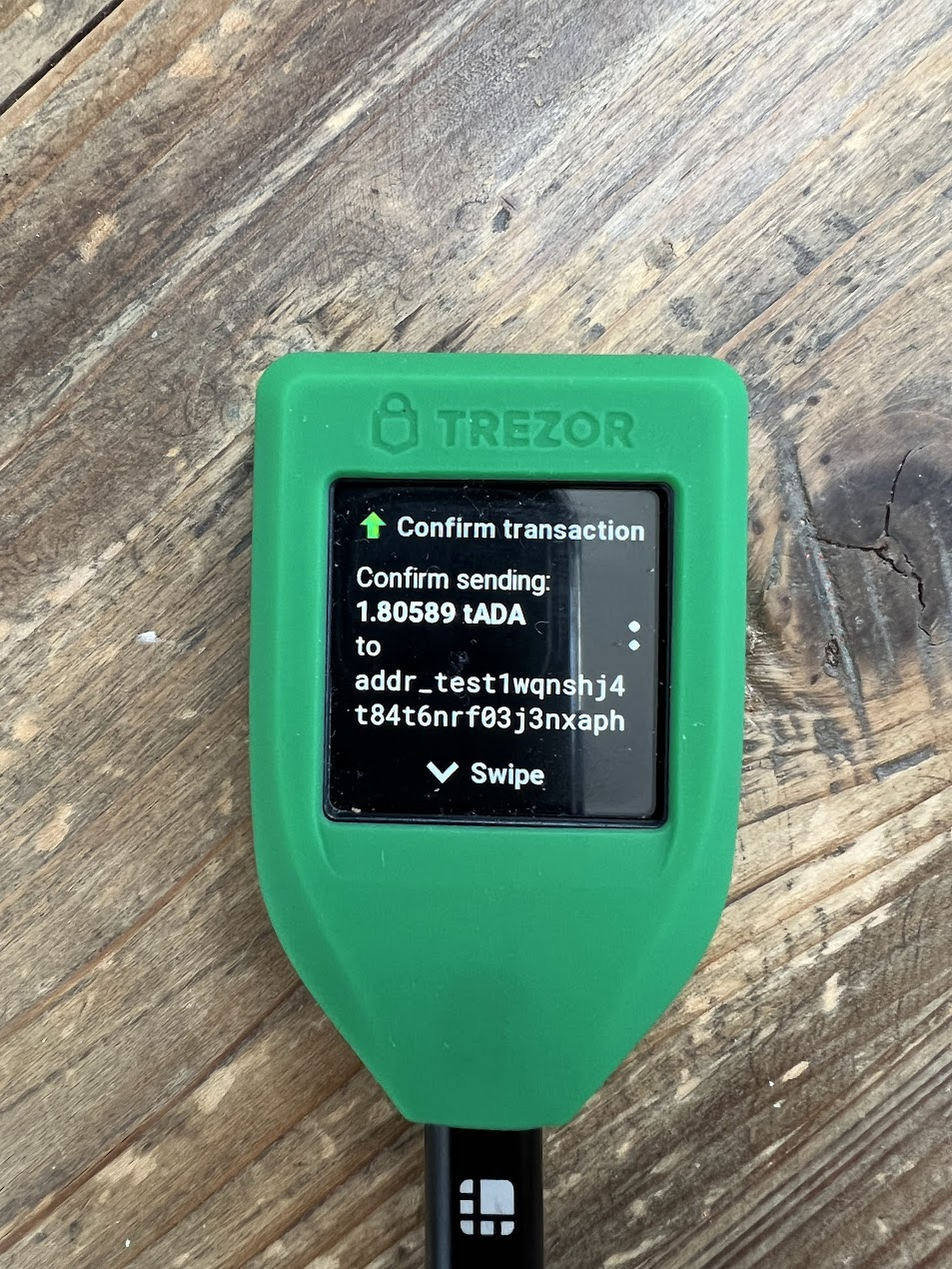
Hardwarová kryptoměnová peněženka Trezor T od SatoshiLabs s potvrzením Cardano transakce

Vývoj platformy začal v roce 2015 a v roce 2017 ji spustil Charles Hoskinson, spoluzakladatel Etherea. Hoskinson opustil Ethereum po sporu s jedním z jeho spoluzakladatelů Vitalikem Buterinem. Hoskinson chtěl přijmout rizikový kapitál a vytvořit ziskový subjekt, zatímco Buterin chtěl zachovat jeho fungování jako neziskovou organizaci. Po odchodu spoluzaložil IOHK, blockchainovou inženýrskou společnost, jejíž hlavní činností je spolu s Cardano Foundation a Emurgo vývoj platformy Cardano, která je pojmenována po Gerolamovi Cardanovi, zatímco samotná kryptoměna nese jméno Ady Lovelace. Dílčí jednotkou Ady je Lovelace, jedna Ada = 1 000 000 Lovelace.

## Technické aspekty
Cardano netypicky nemá bílou knihu. Místo toho využívá principy návrhu, které mají překonat problémy, s nimiž se potýkají jiné kryptoměny, jako jsou škálovatelnost, interoperabilita a soulad s předpisy.
Na rozdíl od Bitcoinu a Etherea, které používají protokoly proof-of-work, Cardano používá protokol proof-of-stake s názvem Uroboros. Blockchainy proof-of-stake spotřebovávají podstatně méně energie než řetězce proof-of-work. V únoru 2021 Hoskinson odhadl, že síť Cardano spotřebuje ročně 6 GWh, což je asi 20 000krát méně než 110,53 TWh, které podle odhadu Cambridgeské univerzity spotřebovává síť Bitcoin. Cardano dosáhlo v květnu 2021 tržní kapitalizace 77 miliard USD a upevnilo si pozici největší kryptoměny proof-of-stake.
V rámci platformy Cardano existuje Ada na vypořádací vrstvě. Tato vrstva je podobná Bitcoinu a sleduje transakce. Druhou vrstvou je výpočetní vrstva. Tato vrstva je navržena podobně jako Ethereum a umožňuje na platformě provozovat chytré kontrakty a aplikace[19].
Dne 12. září 2021 Cardano implementovalo služby decentralizovaných financí (DeFi) včetně rozšíření umožňujícího uzavírat chytré smlouvy a vytvářet decentralizované aplikace (DApps). Součástí je také Plutus, jazyk pro chytré smlouvy s Turingovou úplností napsaný v Haskellu, a specializovaný jazyk pro chytré smlouvy Marlowe určený pro neprogramátory ve finančním sektoru. Jazyky chytrých smluv Cardano umožňují vývojářům provádět testy end-to-end jejich programu, aniž by museli opustit integrované vývojové prostředí nebo nasadit svůj kód.

## Historie
Cardano bylo financováno prostřednictvím prvotní nabídky mincí (ICO) a debutovalo s tržní kapitalizací 600 milionů dolarů. Na konci roku 2017 měla tržní kapitalizaci 10 miliard dolarů a v roce 2018 dosáhla krátce hodnoty 33 miliard dolarů, než všeobecné zpřísnění na trhu s kryptoměnami snížilo její hodnotu zpět na 10 miliard dolarů. Podle serveru Mashable Cardano tvrdí, že překonává stávající problémy na trhu s kryptoměnami, především to, že Bitcoin je příliš pomalý a nepružný a že Ethereum není bezpečné a rozšiřitelné.
IOHK spolupracuje s univerzitami na výzkumu blockchainu. V roce 2017 pomohla IOHK Edinburské univerzitě spustit Laboratoř blockchainových technologií. V roce 2020 věnovala IOHK 500 000 dolarů ve fondu Ada Wyomingské univerzitě na podporu vývoje blockchainových technologií.

## Použití
V roce 2019 podepsalo gruzínské ministerstvo školství se Svobodnou univerzitou v Tbilisi memorandum o porozumění, podle něhož budou Cardano a Atala použity k vytvoření systému ověřování pověření pro Gruzii.
V roce 2019 oznámil výrobce obuvi New Balance pilotní program na blockchainu Cardano ke sledování pravosti své nejnovější basketbalové obuvi.
V roce 2018 IOHK oznámila partnerství s etiopskou vládou s cílem prozkoumat způsoby nasazení Cardano v zemi, v dubnu 2021 IOHK a etiopské ministerstvo školství oznámily plány na spuštění systému pro identifikaci a evidenci na Cardano pro pět milionů studentů v zemi.
V roce 2021 začal Hoskinson spolupracovat s DJem elektronické taneční hudby Paulem Oakenfoldem na vydání celovečerního alba na blockchainu Cardano, album nese název Zombie Lobster.